# Norman Rockwell's World... An American Dream
Pour plus de détails, voir Fiche technique et Distribution.
Norman Rockwell's World... An American Dream est un film américain réalisé par Robert Deubel et produit par Richard Barclay, à propos de l'artiste Norman Rockwell.
Il a remporté l'Oscar du meilleur court métrage en prises de vues réelles en 1973.

## Fiche technique
- Réalisation : Robert Deubel
- Scénario :  Gaby Monet
- Production : Richard Barclay
- Musique : Patrick Fox, John Kander
- Montage : Burt Rashby
- Durée : 25 minutes
- Date de sortie : juin 1972

## Distribution
- Norman Rockwell

## Nominations et récompenses
- 1973 : Oscar du meilleur court métrage en prises de vues réelles[1].